# Горіх (гірництво)

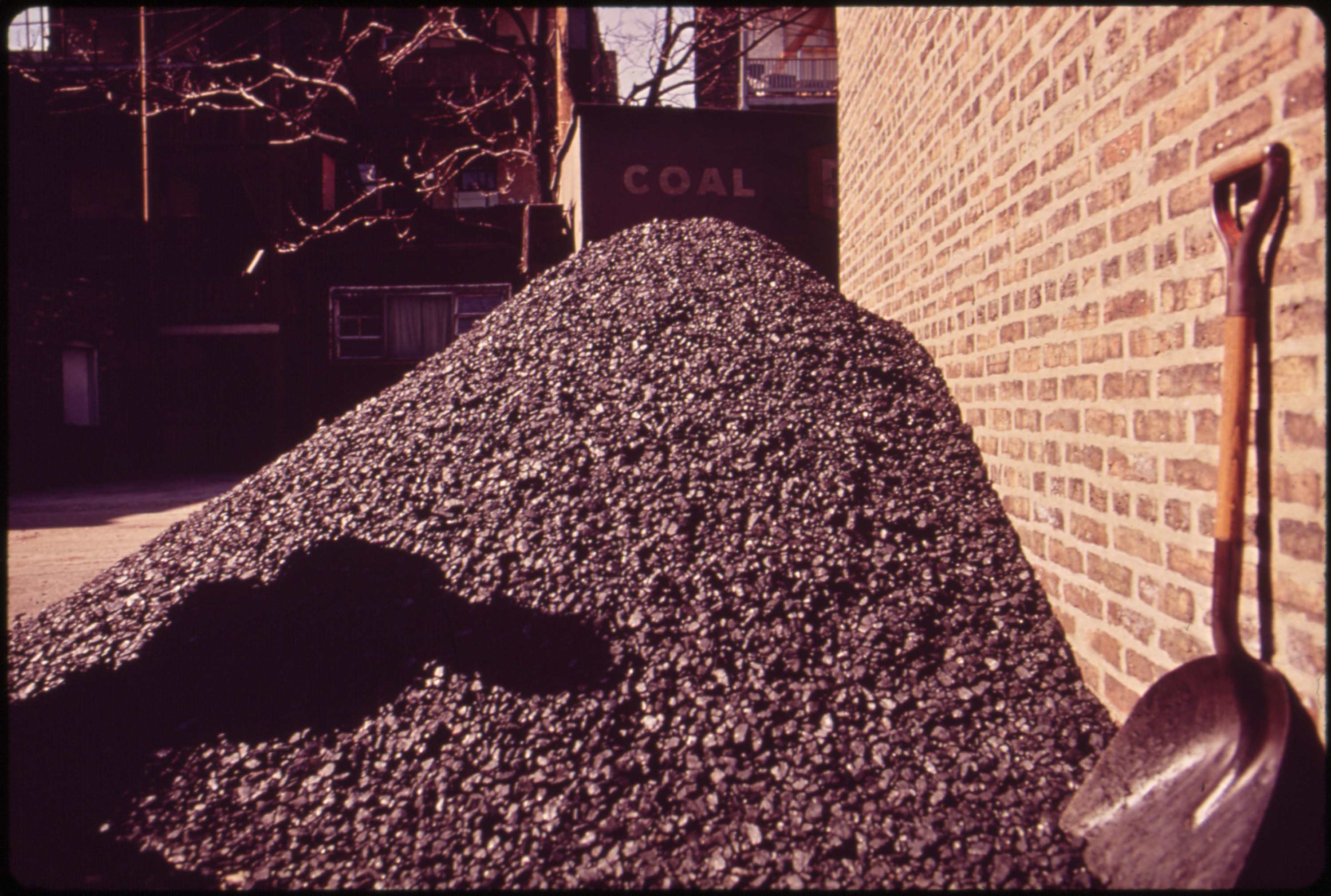
Горіх.

Горіх у гірництві — сорт вугілля крупністю 25-50 мм; крупний горіх — 25-100 мм. В різних країнах є свої шкали крупності цих сортів вугілля. Наприклад, в ФРН «горіх І» — 50-80 мм, «горіх ІІ» — 30-50 мм, «горіх ІІІ» — 18-30 мм, «горіх IV» — 10-18 мм, «горіх V» — 6-10 мм.